# Museu Arqueològic de la Vall d'Uixó
El Museu Arqueològic Municipal de la Vall d'Uixó (Província de Castelló, País Valencià) compta amb un nombrós fons de materials arqueològics que abasta des de la Prehistòria fins al segle xix, tots ells procedents d'excavacions arqueològiques realitzades.
Aquest jaciment conté també evidències de gran importància d'altres períodes com l'àrea d'enterraments de l'Edat del Bronze localitzada a meitat del passadís que dona accés a la sala del fons de la Cova.
Aquí es van trobar les restes òssies de vuit individus de diferents edats, enterrats en posició fetal i acompanyats dels seus aixovars funeraris. Aquest conjunt funerari és excepcional per la seva conservació, per la qual cosa es va realitzar un motlle exacte en fibra de vidre per a la seva posterior exposició al públic.
Són destacables també les nombroses peces de ceràmica d'aquesta època que s'han trobat durant les excavacions, totes elles fetes a mà i moltes, amb decoracions incises.
Repartits pel Terme existeixen també un gran nombre de poblats la cronologia dels quals s'adscriu també a l'Edat del Bronze, encara que no han estat excavats.
Els materials arqueològics recuperats fins al moment pertanyen a l'època ibèrica, com tot el pmaterial recuperat de la Ciutat ibèrica fortificada la Punta d'Orleyl, amb abundants ceràmiques gregues d'importació i altres materials procedents del comerç amb els pobles del Mediterrani.
Aquest jaciment té també restes d'època romana tardana.